# Last Cop - L'ultimo sbirro
Last Cop - L'ultimo sbirro (Der letzte Bulle) è una serie televisiva tedesca di genere poliziesco, trasmessa da Sat.1 dal 2010 al 2014.
In Italia è trasmessa in prima visione in chiaro dal 2012 su Rai 1 e a pagamento dal 2014 su AXN.
La serie ha avuto un remake francese, Falco, e uno giapponese, The last Cop (ラストコップ?).
Nel 2019 ne è stato tratto un film, Der letzte Bulle, con gli stessi attori principali della serie.

## Trama

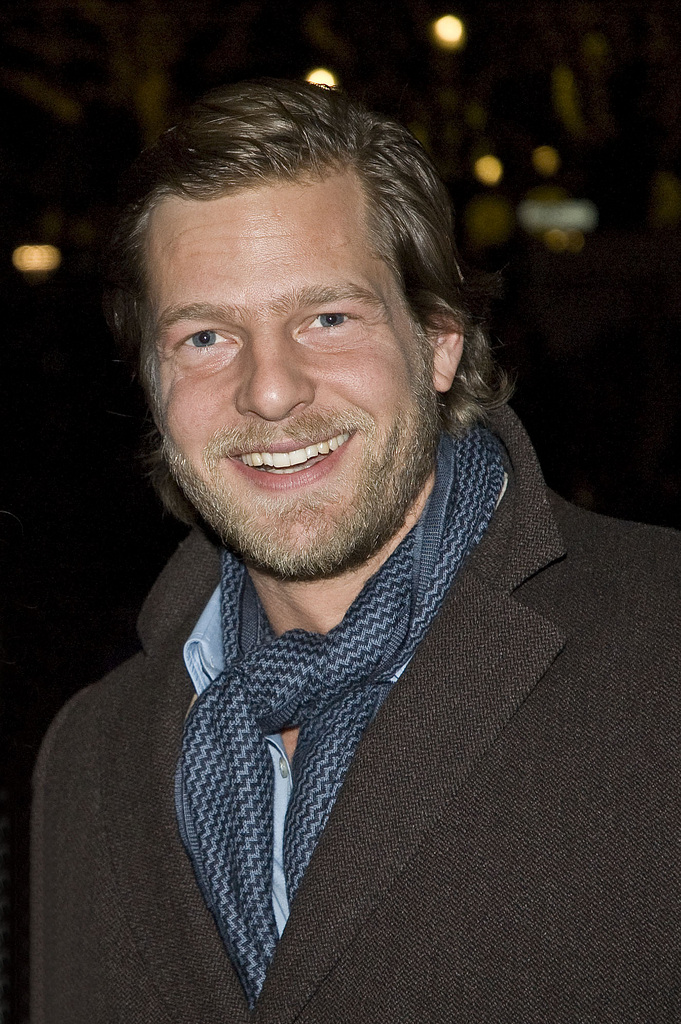
Henning Baum, il protagonista della serie.

Nel 1988, l'ispettore di polizia Mick Brisgau cade in coma a seguito di un colpo di pistola alla testa. Vent'anni dopo si risveglia e ritorna in servizio presso il commissariato di Essen, ma deve scontrarsi con metodi d'indagine più moderni rispetto a quelli da lui usati in passato, e con una realtà quotidiana completamente differente da quella che aveva lasciato.
Egli viene affiancato al collega Andreas Kringge, un poliziotto giovane che usa metodi moderni d'indagine e spesso è in contrasto con i metodi del tipico poliziotto degli anni ottanta qual è ancora Brisgau. Dopo il suo risveglio dal coma viene seguito dalla psicologa Tanja Haffner, poliziotta anch'essa di cui s'innamora ricambiato. Inoltre il medico legale Roland Meisner ha iniziato una relazione con la moglie di Brisgau dopo che questi è entrato in coma e la situazione che si viene a creare sul lavoro è piena di attriti e ripicche, anche se in seguito i due si riavvicinano. 
Altri protagonisti della serie sono l'ex collega di Brisgau, Martin Ferchert, diventato nel frattempo Capo della sezione omicidi; la figlia di Brisgau, Isabelle, nata sei mesi prima che entrasse in coma e con la quale deve costruire da zero un rapporto familiare; la barista Uschi Nowatzki, amica di lunga data e confidente di Brisgau.

## Episodi
La serie è composta da 60 episodi suddivisi in cinque stagioni, quattro da tredici episodi e una da otto. La prima stagione è andata in onda su Sat.1 dal 12 aprile al 2 agosto 2010, mentre la seconda dal 14 marzo al 20 giugno 2011. La terza stagione è andata in onda dal 6 febbraio al 7 maggio 2012, e il 3 maggio 2012 Sat.1 ha annunciato la produzione di una quarta stagione, trasmessa in Germania dal 21 gennaio al 22 aprile 2013. La quinta stagione è andata in onda in patria dal 24 aprile al 2 giugno 2014; l'attore Henning Baum annunciò, nell'estate del 2013, che questa sarebbe stata l'ultima stagione della serie.
In Italia la serie è andata in onda dal 3 luglio 2012 su Rai 1, che ha trasmesso gli episodi della prima stagione e otto della seconda stagione, fermando la messa in onda il 5 settembre dello stesso anno. Gli ultimi cinque episodi della seconda stagione sono andati in onda prima sulla rete RSI LA1 dal 14 al 20 maggio 2013, in coda alla messa in onda degli episodi precedenti. Su Rai 1 invece tali cinque episodi sono andati in onda soltanto dal 3 luglio 2013, seguiti dagli episodi della terza stagione. La quarta stagione è andata in onda dal 16 luglio al 22 agosto 2014, sempre su Rai 1, mentre la quinta stagione è stata trasmessa su Rai Premium dal 26 ottobre al 16 novembre 2015. Dal 1º aprile 2014 la serie è in onda anche sulla rete a pagamento AXN.
| Stagione         | Episodi | Prima TV Germania | Prima TV in italiano |
| ---------------- | ------- | ----------------- | -------------------- |
| Prima stagione   | 13      | 2010              | 2012-2013            |
| Seconda stagione | 13      | 2011              | 2012-2013            |
| Terza stagione   | 13      | 2012              | 2013                 |
| Quarta stagione  | 13      | 2013              | 2014                 |
| Quinta stagione  | 8       | 2014              | 2015                 |

## Personaggi e interpreti

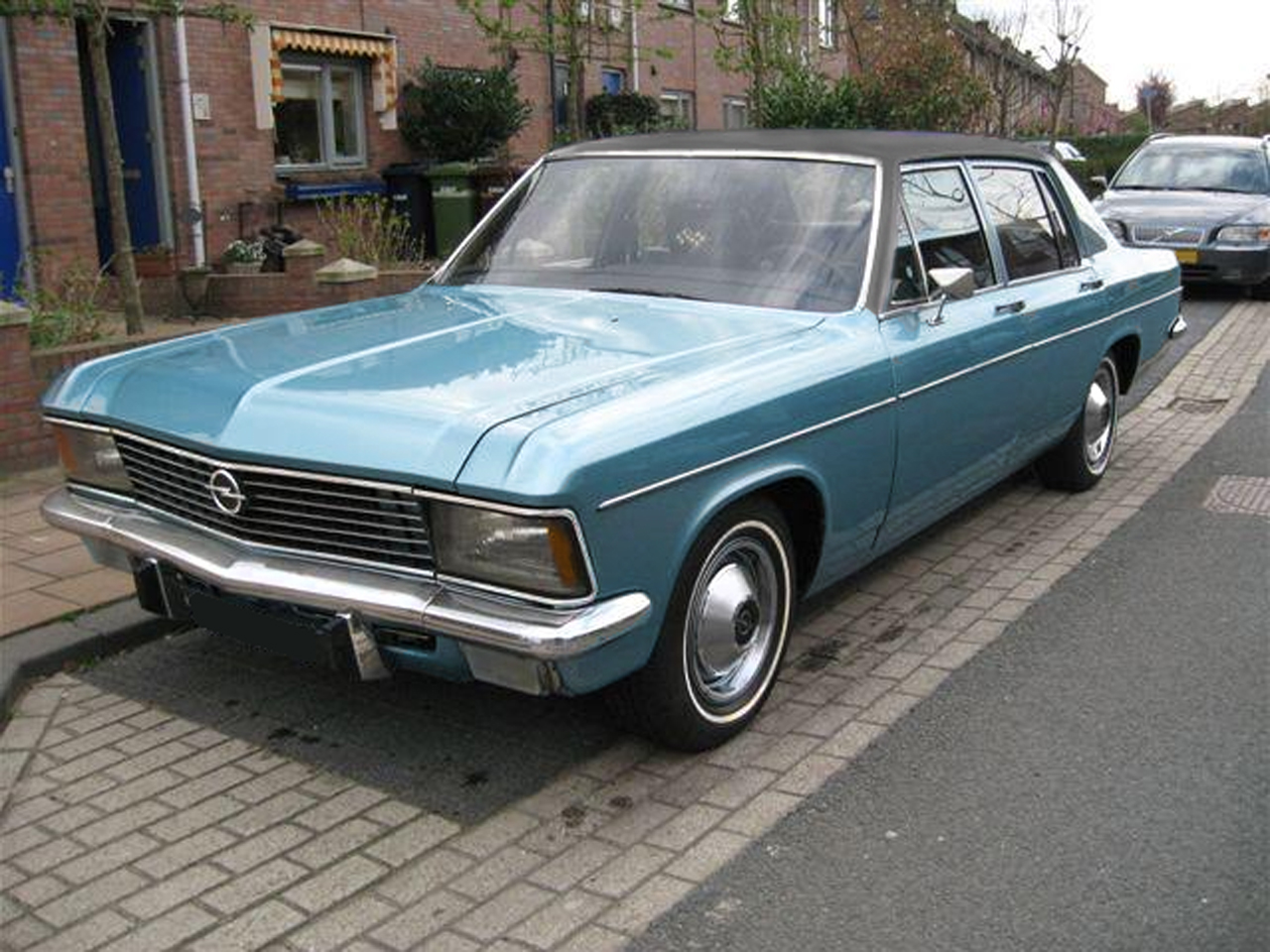
Una Opel Diplomat, vettura usata dal protagonista Mick Brisgau.

- Michael "Mick" Brisgau (stagioni 1-5), interpretato da Henning Baum, doppiato da Christian Iansante.
Mick è il protagonista della serie ed è un ispettore in attività presso il commissariato di Essen. Nel 1988, in seguito a un colpo di pistola alla testa, è finito in coma e vent'anni dopo si risveglia ritornando alle sue attività, ma non senza difficoltà. Con il passare del tempo e con l'aiuto di alcuni colleghi, inizia ad abituarsi alla nuova situazione, lasciandosi alle spalle il passato. Mick è piuttosto irascibile, usa spesso metodi anticonvenzionali per risolvere i casi (come l'introduzione notturna in proprietà private per raccogliere prove) ed è molto protettivo nei confronti della figlia, con la quale ha un rapporto alle volte travagliato.
- Andreas Kringge (stagioni 1-5), interpretato da Maximilian Grill, doppiato da Marco Benvenuto.
È un commissario di polizia e collega di Mick, al quale viene affiancato dopo il suo risveglio dal coma. Esperto di computer, preciso e ligio al dovere, è inizialmente in contrasto con le idee e il comportamento di Mick, tanto da litigare in più occasioni, ma con il passare del tempo diventano amici e Andreas inizia ad assumere alcune abitudini da Mick. Nella quarta serie lui e la sua fidanzata Dana hanno un bambino, Karl.
- Martin Ferchert (stagioni 1-5), interpretato da Helmfried von Lüttichau, doppiato da Paolo Marchese.
È il capo della sezioni omicidi del commissariato di Essen e amico e collega di vecchia data di Mick. Nella terza stagione lascia il suo ruolo di capo della sezione omicidi a Tanja Haffner e guida la sezione stampa. In seguito nella quarta stagione ritorna a ricoprire il ruolo di capo della sezione omicidi e nella quinta stagione entra nel mondo della politica.
- Tanja Haffner (stagioni 1-4), interpretata da Proschat Madani, doppiata da Anna Cesareni.
È la psicologa del commissariato e segue Mick come paziente dopo il suo risveglio. Nella terza stagione viene nominata capo della sezione omicidi, mentre nella stagione successiva ritorna a essere solamente psicologa. Dopo la conclusione della quarta stagione, Tanja si trasferisce in Argentina.
- Roland Meisner (stagioni 1-5), interpretato da Robert Lohr, doppiato da Gianni Bersanetti.
È il patologo legale della sezione omicidi del commissariato e ha una relazione con Lisa Brisgau, la moglie di Mick, trascorsi 5 anni dall'inizio del coma. Durante la prima stagione è in continuo contrasto con Mick per la particolare situazione venutasi a creare con il risveglio dal coma. Alla fine della prima stagione è sul punto di sposarsi con Lisa, ma lei fugge dall'altare dopo che Mick è arrivato alla cerimonia. Nelle stagioni successive, per la situazione comune, inizia ad avere meno contrasti con Mick.
- Uschi Nowatzki (stagioni 1-5), interpretata da Tatjana Clasing, doppiata da Antonella Alessandro.
È la barista del locale che Mick frequentava quasi tutte le sere prima di finire in coma. Dopo il risveglio, Mick decide di trasferirsi lì, prendendo in affitto una delle stanze al piano soprastante il bar. È amica di Mick e anche di molti colleghi della sezione omicidi del commissariato. Si fidanzerà in seguito con Martin Ferchert quando questi si separerà dalla moglie.
- Lisa Brisgau (stagione 1, guest 2), interpretata da Floriane Daniel, doppiata da Monica Gravina.
È la moglie di Mick. Trascorsi cinque anni da quando Mick è finito in coma, Lisa ha deciso di continuare la sua vita e ha intrapreso una relazione con Roland. Tuttavia, con il risveglio di Mick, nonostante sia decisa a portare avanti la pratica di separazione, nutrirà diversi dubbi se vivere la sua vita con l'uno o con l'altro. Nell'ultimo episodio, lascia Roland sull'altare dopo che Mick è arrivato alla cerimonia e le ha confidato che per lui "rimarrà sempre l'unica". Vedendo però Mick baciarsi con Tanja, Lisa fugge via. Successivamente nel primo episodio della seconda stagione seguente rompe i rapporti con Roland e Mick e lascia la città di Essen.
- Isabelle Brisgau (stagioni 1-2, 4-5), interpretata da Luise Risch, doppiata da Veronica Puccio.
È la figlia di Mick e Lisa. Nata pochi mesi prima della caduta in coma del padre, al momento del risveglio di Mick è una ventenne che frequenta l'università. Tra la prima e la seconda stagione ha una relazione con Andreas. Nella quarta stagione lavora come impiegata in banca e nella quinta stagione è invece impiegata in un'agenzia pubblicitaria.

## Colonna sonora
Poiché il protagonista finisce in coma negli anni ottanta del XX secolo, egli è particolarmente legato a quel periodo inclusa la musica, motivo per cui la colonna sonora della serie comprende molti brani famosi dell'epoca.
Per quanto riguarda la sigla che accompagna i titoli di testa, dalla prima fino alla quarta stagione è stata usata Real Wild Child di Iggy Pop, mentre per la quinta Vertigo degli U2.
Sono stati pubblicati dal canale Sat.1 con Sony Music Entertainment Germany GmbH i seguenti volumi in formato CD audio:
- Der Letzte Bulle (Die 80er Hits Aus Der Serie) -  Sony Music - 88697 70154 2 (2010)
- Der Letzte Bulle Vol.2 (Noch Mehr Heisse 80er Hits) - 	Sony Music - 88697 81618 2 (2011)
- Der Letzte Bulle Vol.3 (Noch Mehr Heisse 80er Hits) - 	Sony Music - 88691 91175 2 (2012)

## Edizioni home video
In Germania sono usciti in home video, in formato DVD, tutti gli episodi delle prime tre stagioni. In tutti e tre i casi, la pubblicazione è avvenuta prima della fine della messa in onda televisiva. Successivamente sono usciti dei box DVD per ciascuna stagione contenenti tre dischi con tutti gli episodi. Nella tabella sottostante sono presenti i dettagli riguardanti i box DVD.
| Stagione | Data            | Dischi | Episodi | Extra | Fonti  |
| -------- | --------------- | ------ | ------- | ----- | ------ |
| 1        | 9 novembre 2012 | 3      | 1-13    | /     | [ 7 ]  |
| 2        | 9 novembre 2012 | 3      | 1-13    | /     | [ 8 ]  |
| 3        | 9 novembre 2012 | 3      | 1-13    | /     | [ 9 ]  |
| 4        | 24 maggio 2013  | 3      | 1-13    | /     | [ 10 ] |

## Edizione italiana
L'edizione italiana, trasmessa su Rai 1 e su RSI LA1, è stata soggetta a censure per adattare la serie a un pubblico il più ampio possibile, ovvero quello di una rete generalista. Talvolta sono stati rimossi i fotogrammi inquadranti i cadaveri al centro dei casi dei vari episodi; in particolare il settimo episodio della prima stagione, Il macho del mese, non è mai andato in onda sulla prima rete per via del tema trattato, ossia la pornografia, e per alcune scene di nudo di comparse.
Alla replica della prima stagione su Rai Premium, avvenuta da settembre 2013, sono stati ripristinati i tagli, mentre il succitato episodio Il macho del mese è stato trasmesso regolarmente il 3 ottobre 2013. Non ci sono invece tagli di alcun tipo nelle trasmissioni a pagamento su AXN.